# Università Nostra Signora del Buon Consiglio
L'Università Cattolica "Nostra Signora del Buon Consiglio" (in albanese Universiteti Katolik "Zoja e Këshillit të Mirë"), in sigla UniCNSBC o UniZKM, è un'università privata albanese con sede principale a Tirana e sedi distaccate a Elbasan e Roma.
Fondata nel 2004, è gestita dalla Fondazione Nostra Signora del Buon Consiglio, istituita nel 1993 e derivata dalla congregazione dei Figli dell'Immacolata Concezione. L'ateneo ha stipulato convenzioni con le seguenti università italiane: Università degli Studi di Roma Tor Vergata (per medicina e chirurgia), Università degli Studi di Bari Aldo Moro (per economia e farmacia), Università degli Studi di Milano (per farmacia), Università di Bologna, Università degli Studi di Palermo e Università degli Studi di Firenze (per scienze applicate, architettura e ingegneria) e rilascia titoli congiunti validi sia in Albania che in Italia senza ulteriori iter burocratici in quanto convalidati sia dall'università albanese che dall'università italiana partner.

## Struttura
L'università è organizzata nelle seguenti facoltà:
- Farmacia
- Medicina
- Scienze applicate
- Scienze economiche, politiche e sociali

## Rettori
- Paolo Ruatti (2006-2014)
- Bruno Giardina (2014-2022)
- Ardian Ndreca (2022-2023)
- Leonardo Palombi (dal 2023)